# Swing Girls
Pour plus de détails, voir Fiche technique et Distribution.
Swing Girls (スウィングガールズ, Suwingu Gāruzu)  est un film japonais réalisé par Shinobu Yaguchi, sorti le 11 septembre 2004.

## Synopsis
Tomoko mène un groupe de filles qui s'ennuient et qui sont bloquées dans une classe de rattrapage estivale de maths. Le groupe décide de sécher le cours de leur ennuyeux professeur pour livrer des déjeuners à la fanfare de l'école. Mais à cause de la paresse extrême des filles, les déjeuners sont avariés, et bientôt la fanfare entière tombe malade. Le membre restant, Takuo, décide de recruter toutes ces filles, qui ne savent pas jouer d'un instrument, pour monter une formation de jazz et participer à un concours de musique local.

## Fiche technique
- Titre : Swing Girls
- Titre original : Swing Girls
- Réalisation : Shinobu Yaguchi
- Scénario : Junko Yaguchi et Shinobu Yaguchi
- Production : Shintaro Horikawa et Daisuke Sekiguchi
- Musique : Micky Yoshino et Hiroshi Kishimoto
- Photographie : Takahide Shibanushi
- Montage : Ryuji Miyajima
- Pays d'origine : Japon
- Langue : Japonais
- Format : Couleurs - 1,85:1 - Dolby Digital - 35 mm
- Genre : Comédie musicale
- Durée : 105 minutes
- Date de sortie : 11 septembre 2004 (Japon)

## Distribution
- Yuta Hiraoka : Yuta Nakamura
- Shihori Kanjiya : Yoshie Saito
- Yuika Motokariya : Kaori Sekiguchi
- Naomi Nishida : Bassiste
- Miho Shiraishi : Yayoi Itami
- Kei Tani : Morishita
- Yukari Toshima : Naomi Tanaka
- Juri Ueno : Tomoko Suzuki
- Eriko Watanabe : Sanae Suzuki
- Masaaki Takarai : Le professeur Kubota
- Naoto Takenaka : Tadahiko Ozawa (le professeur de mathématiques)
- Mutsuko Sakura : Mie Suzuki (la grand-mère de Tomoko)
- Nagisa Abe : Reiko Shimoda
- Hana Kino : Gérant du supermarché

## Autour du film
- Toutes les musiques qu'on entend durant le film sont réellement jouées par les acteurs eux-mêmes. Il n'y a eu aucun doublage.
- Plusieurs actrices n'avaient jamais joué d'un instrument auparavant. Elles ont dû prendre des cours intensifs à la Yamaha Music School pendant de nombreux mois avant le début du tournage.
- Pour promouvoir le film, acteurs et actrices ont donné des concerts au Japon et aux États-Unis.

## Récompenses
- Nominations pour le prix du meilleur réalisateur, meilleur montage (Ryuji Miyajima), meilleur film, meilleure musique, meilleur scénario et meilleur son (Hiromichi Kori), lors des Awards of the Japanese Academy 2005.
- Prix du meilleur nouveau talent (Juri Ueno), lors du Mainichi Film Concours 2005.